# جیمی بنلیک
جیمی بنلیک (انگلیسی: Jamie Bennellick؛ زادهٔ ۹ سپتامبر ۱۹۷۴) بازیکن فوتبال اهل بریتانیا است.
از باشگاه‌هایی که در آن بازی کرده‌است می‌توان به باشگاه فوتبال دارتموث، باشگاه فوتبال تورکی یونایتد، و باشگاه فوتبال المور اشاره کرد.